# Awoken Broken
Awoken Broken es el álbum debut del supergrupo británico de heavy metal Primal Rock Rebellion, lanzado el 27 de febrero por Spinefarm Records.

## Lista de canciones
Todas las canciones escritas y compuestas por Adrian Smith and Mikee Goodman. 
| N.º | Título                               | Duración |  |
| 1.  | «No Friendly Neighbour»              | 4:53     |  |
| 2.  | «No Place Like Home»                 | 3.06     |  |
| 3.  | «I See Lights»                       | 4.59     |  |
| 4.  | «Bright as a Fire»                   | 6.21     |  |
| 5.  | «Savage World»                       | 3.38     |  |
| 6.  | «Tortured Tone»                      | 5.08     |  |
| 7.  | «White Sheet Robes»                  | 5.16     |  |
| 8.  | «As Tears Come Falling from the Sky» | 0.47     |  |
| 9.  | «Awoken Broken»                      | 4.58     |  |
| 10. | «Search for Bliss»                   | 4.13     |  |
| 11. | «Snake Ladders»                      | 4.43     |  |
| 12. | «Mirror and the Moon»                | 5.04     |  |

## Personal

### Primal Rock Rebellion
- Mikee Goodman – voz
- Adrian Smith – guitarra, bajo, coros

Músicos adicionales
- Tarin Kerry - voz en tres canciones
- Abi Fry - viola en la mayoría de las canciones
- Dan "Loord" Foord – batería, percusión

### Producción
- Mikee Goodman - productor
- Adrian Smith - productor
- Simon Hanhart - mezcla